# Qingdao Grand Prix
Il Qiungdao Grand Prix è un torneo internazionale di judo tenutosi a Qingdao, Cina. Fa parte del circuito IJF World Tour, ad oggi si sono svolte 8 edizioni.

## Edizioni
Di seguito la tabella delle ultime edizioni del meeting.
| Edizione | Anno | Data              | Circuito            | Dettagli                | Rif.  |
| -------- | ---- | ----------------- | ------------------- | ----------------------- | ----- |
| 1°       | 2009 | 28-29 novembre    | IJF World Tour 2009 | Qingdao Grand Prix 2009 | [ 1 ] |
| 2°       | 2010 | 17-18 dicembre    | IJF World Tour 2010 | Qingdao Grand Prix 2010 | [ 2 ] |
| 3°       | 2011 | 17-18 dicembre    | IJF World Tour 2011 | Qingdao Grand Prix 2011 | [ 3 ] |
| 4°       | 2012 | 24-25 novembre    | IJF World Tour 2012 | Qingdao Grand Prix 2012 | [ 4 ] |
| 5°       | 2013 | 31 ott. - 01 nov. | IJF World Tour 2013 | Qingdao Grand Prix 2013 | [ 5 ] |
| 6°       | 2014 | 19-21 novembre    | IJF World Tour 2014 | Qingdao Grand Prix 2014 | [ 6 ] |
| 7°       | 2015 | 20-22 novembre    | IJF World Tour 2015 | Qingdao Grand Prix 2015 | [ 7 ] |
| 8°       | 2016 | 18-20 novembre    | IJF World Tour 2016 | Qingdao Grand Prix 2016 | [ 8 ] |